# Victor Buller Turner
Victor Buller Turner VC CVO (17. januar 1900 – 7. august 1972) var en engelsk modtager af Viktoriakorset, den højeste og mest prestigefyldte dekoration for tapperhed overfor fjenden der kan tildeles til britiske og  Commonwealth militærpersoner. 

## Baggrund
Turner blev født i Reading i Berkshire, søn af Charles Turner fra Royal Berkshire Regiment, og hans kone, Jane Elizabeth (tidligere Buller). Han var yngre bror til sekondløjtnant Alexander Buller Turner VC og var i familie med General Sir Redvers Buller VC. Han boede i Thatcham indtil han flyttede til Suffolk efter krigen.

## Detaljer om Victoriakorset
Han var 42 år gammel, og var en midlertidig oberstløjtnant i prinsgemalens riffelbrigade i den britiske hær under 2. verdenskrig da følgende hændte, som han fik et VC for:  
Den 27. oktober 1942, ved El Aqqaqir i den ægyptiske ørken under Andet slag om el-Alamein havde oberstløjtnant Turner kommandoen over en bataljon fra Rifle Brigade. Efter at have taget en tysk stilling afviste bataljonen desperate angreb fra 90 kampvogne, og ødelagde eller beskadigede 50 af dem. Under kampen var en af 6-punds kanonerne kun bemandet med en officer og en sergent, så oberstløjtnant Turner sluttede sig til dem som lader, og sammen ødelagde de yderligere 5 kampvogne. Først da den sidste kampvogn var blevet slået tilbage, gik man med til at få behandlet et sår i hovedet. 

## Medaljen
Hans Viktoriakors fremvises på Royal Green Jackets Museum i Winchester, England.

## Eksterne links
- Lieutenant Colonel V.B. Turner in The Art of War exhibition at the UK National Archives
- Location of grave and VC medal Arkiveret 28. oktober 2004 hos  Wayback Machine (Norfolk)
- Find-A-Grave biography